# Акт про гербовий збір
Акт про гербовий збір (коротка назва англ. Stamp Act of 1765; повна — англ. Duties in American Colonies Act 1765)— британський нормативний акт, прийнятий у 1765 році стосовно Тринадцяти колоній.
Згідно з цим актом за кожну торговельну угоду, як-от: випуск газети, книги, гральних карт, оформлення або засвідчення документа, і навіть публікацію оголошення — північноамериканських колоністів зобов'язано сплачувати податок. У такий спосіб Англія намагалась поповнити спорожнілу казну.
Правове нововведення викликало масові безлади і заворушення в Тринадцяти колоніях. На вулицях північноамериканських міст виникли стихійні антианглійські демонстрації та мітинги — а в Бостоні збуджений натовп розгромив маєток віце-губернатора.
Під натиском спротиву колоністів Англія змушена була відступити. У 1766 році за урядування Чарлза Вотсон-Вентворта англійський парламент скасував Акт.
Американський історик Дж.Міллер, який стверджує, що, якби Англія не скасувала цей закон, а спробувала силою втілити його в життя, то війна за незалежність почалася б не в 1775–1776 рр., а на десять років раніше. 